# Adam (Kurzfilm)
Adam ist ein britischer knetanimierter Kurzfilm von Peter Lord aus dem Jahr 1992.

## Handlung
Die Hand Gottes setzt den nackten Mann Adam auf eine Weltkugel. Adam baut sich ein Kopfkissen und zieht sich eine Decke über und schläft ein, doch die Hand schlägt auf die Weltkugel und Adam springt in die Höhe. Die Hand drückt Adam ein Bündel in die Hand und weist ihn an, loszuwandern, doch kommt Adam nach einer Weile immer wieder am Ursprungspunkt an. Er beginnt, aus der Erdmasse kleine Klümpchen zu formen und diese zu werfen. Sie umrunden die kleine Erde einmal und landen schließlich auf ihm.
Adam ist deprimiert und setzt sich auf einen kleinen Hügel. Plötzlich greift die Hand in die Erde und beginnt, einen Partner für Adam zu formen. Der ist begeistert, formt sich eine kleine Fliege und organisiert einen Blumenstrauß. Die Hand ist fertig und stellt seinen neuen Weggefährten neben Adam – einen Pinguin. Adam und Pinguin sind etwas ratlos, reichen sich schließlich Hand und Flosse und fallen sich am Ende in die Arme.

## Auszeichnungen
Auf dem Festival d’Animation Annecy erhielt Peter Lord 1993 für Adam den Publikumspreis.
Adam wurde 1992 für einen BAFTA als Bester animierter Kurzfilm nominiert. Im Jahr 1993 lief er im Wettbewerb um einen Oscar in der Kategorie „Bester animierter Kurzfilm“, konnte sich jedoch nicht gegen Mona Lisa Descending a Staircase durchsetzen.